# إينييغو اندالوزي
إينييغو اندالوزي (بالإسبانية: Íñigo Landaluze)‏ ولد بتاريخ 9 مايو 1977 في غوتكسو، إسبانيا، هو دراج إسباني في صنف سباق الدراجات على الطريق.

## روابط خارجية
- إينييغو اندالوزي على موقع الاتحاد الدولي للدراجات (الإنجليزية)
- إينييغو اندالوزي على موقع أرشيف الدراجات (الإنجليزية)
- إينييغو اندالوزي على موقع إحصائيات الدراجات الإحترافية (الإنجليزية)
- إينييغو اندالوزي على موقع نسبة الدراجات (الإنجليزية)
- Rider profile